# Dom „Pod Żółwiem” w Gdańsku
Dom „Pod Żółwiem” (niem. Schildkrötenhaus) – wczesnobarokowa kamienica w Gdańsku, na Głównym Mieście, przy ul. św. Ducha; dom rodzinny Johanny Schopenhauer.
Często błędnie określany jako miejsce narodzin filozofa Arthura Schopenhauera. Liczne nieporozumienia powodowane są także przez zmianę numeracji, która nastąpiła w latach sześćdziesiątych XX wieku – historycznie dom „Pod Żółwiem” miał adres ul. św. Ducha 81, obecnie jest to numer 111 (wraz z sąsiednią kamienicą tworzy nieruchomość o adresie „ul. św. Ducha 111/113”).
Wzniesiona w 1650 r. kamieniczka posiada skromną, tynkowaną, pozbawioną podziałów architektonicznych fasadę o trzech osiach i trzech kondygnacjach (w tym wysokim przyziemiem). Wejście ujęte jest w prosty portal zdobiony uszakami. Bogatszą oprawę posiada jedynie szczyt, ujęty fantazyjnymi wolutami z dekoracją roślinną i w formie stylizowanych głów ptasich, zwieńczony ponadto metalową figurą żółwia, od którego pochodzi nazwa kamieniczki.
W 1945 r. budynek został zniszczony, w 1958 r. odbudowany w stanie surowym z nowym układem wnętrz, w 1965 r. odtworzono dekoracyjny szczyt kamieniczki, ok. 1970 r. zrekonstruowano przedproże w stylu barokowym. Obecnie na parterze znajduje się biblioteka.

## Literatura
- Katalog zabytków sztuki, Miasto Gdańsk, część 1: Główne Miasto, Warszawa 2006, ISBN 83-89101-47-5-6.